# Vela als Jocs Olímpics d'estiu de 1912 - 10 metres

10 metres

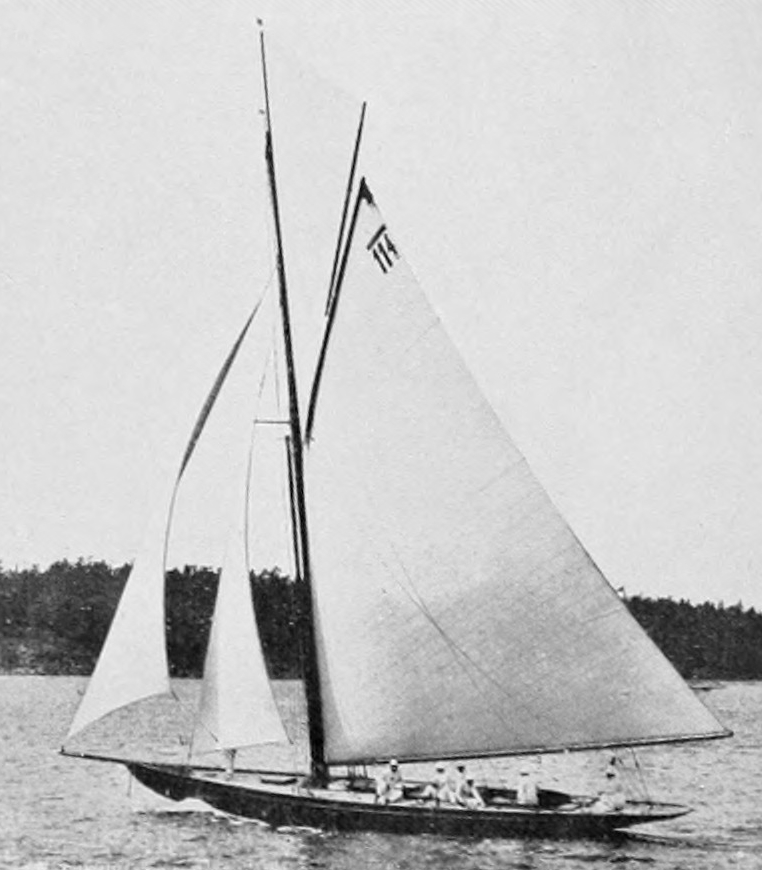
El Kitty en una de les regates

Els 10 metres va ser una de les quatre proves de vela que es van disputar al camp de regates de Nynäshamn durant els Jocs Olímpics d'Estocolm de 1912. Hi van prendre part 28 navegants repartits ens quatre vaixells en representació de tres països diferents. Es disputà entre el 20 i el 22 de juliol de 1912.

## Resultats finals
Es van disputar 2 regates per una distància total de 36,2 milles nàutiques. La classificació es determinava segons els punts obtinguts en cadascuna de les regates a raó de 7 punts pel primer, 3 pel segon i 1 pel tercer.
| Pos.   | Vaixell            | Tripulació | 1a regata | 1a regata | 1a regata | 2a regata | 2a regata | 2a regata | Punts Totals | Desempat | Desempat |
| Pos.   | Vaixell            | Tripulació | Pos.      | Temps     | Punts     | Pos.      | Temps     | Punts     | Punts Totals | Pos.     | Temps    |
| ------ | ------------------ | --- | --------- | --------- | --------- | --------- | --------- | --------- | ------------ | -------- | -------- |
| Or     | Kitty · Suècia     | Carl Hellström Erik Wallerius Harald Wallin Humbert Lundén Herman Nyberg Harry Rosenswärd Paul Isberg Filip Ericsson | 1         | 3h46'04"  | 7         | 1         | 3h43'51"  | 7         | 14           |          |          |
| Argent | Nina Finlàndia     | Harry Wahl Waldemar Björkstén Jacob Björnström Bror Brenner Allan Franck Erik Lindh Juho Aarne Pekkalainen           | 2         | 3h59'07"  | 3         | 3         | 3h50'09"  | 1         | 4            | 1        | 4h21'41" |
| Bronze | Gallia II · Rússia | Joseph Schomacker Esper Beloselsky Ernest Brasche Karl Lindholm Nikolai Puxnitski Aleksandr Rodionov Philip Strauch  | 3         | 3h59'20"  | 1         | 2         | 3h45'38"  | 3         | 4            | 2        | 4h23'17" |
| 4      | Marga · Suècia     | Wilhelm Forsberg Björn Bothén Bertil Bothén Erik Lindén Erik Waller Arvid Perslow                                    | 4         | 4h01'11"  | -         | 4         | 3h50'30"  | -         | -            |          |          |

## Àrea de regates
Per la cursa dels 10 metres es va emprar el camp de regates A.

## Condicions meteorològiques
| Data           | Cursa | Descripció                                  | Vel. vent                              | Direcció vent | Sortida |
| -------------- | ----- | ------------------------------------------- | -------------------------------------- | ------------- | ------- |
| 20 juliol 1912 | 1     | Bon temps, amb una lleugera brisa de l'est. | 5 knots (9.3 km/h) - 9 knots (17 km/h) |               | 11:15   |
| 21 juliol 1912 | 2     | Una lleugera brisa bufava al matí.          | 4 knots (7.4 km/h) - 6 knots (11 km/h) |               | 11:15   |
| 22 juliol 1912 | 3     | Bon temps, amb vents lleugers               | 5 knots (9.3 km/h) - 7 knots (13 km/h) |               | 11:00   |